# Isoneuromyia flava
Isoneuromyia flava är en tvåvingeart som beskrevs av Neal L. Evenhuis 2006. Isoneuromyia flava ingår i släktet Isoneuromyia och familjen platthornsmyggor. Inga underarter finns listade i Catalogue of Life.